# ليبرالية عدلية
الليبرالية العدلية نظرية في الفلسفة السياسية من وضع الفيلسوف الأمريكي جون رولس. ومن أهم مؤلفاته في هذا السياق كتاب نظرية عدالة a theory of justice. تعتبر النظرية إعادة إحياء أو اشتقاق من التوجه الليبرالي. ملخص النظرية هو أن العدالة لا تكمن في التساوي في النصيب من الثروة بين جميع أفراد المجتمع. ويرى رولس أن الحل الأفضل لتحقيق العدالة هو تحسين ثروة أفقر شخص في المجتمع أو تحسين حظوظ الأشخاص الأقل حظا في المجتمع (فرص تعليم وشغل إلخ...). وإن كان هذا التعليل لا يعني تقسيم الثروة أو الفرص بشكل متكافؤ فإن ذلك لا يعني أيضا جعل الفرص والثروة في يد الأقل حظا في المجتمع. ففي بعض الأحيان وفي فترات معينة من تاريخ الشعوب يكون من الأفضل أن يكون هناك تكتل للمال في يد فئة معينة من المجتمع نظرا لأن اقتصاد تلك المجتمعات تحتم استثمارات كبيرة لا يمكن تحقيقها مع رأس مال مشتت. كما يمكن من خلال بعض النماذج الرياضيلتية البرهنة على أن مجتمعين أحدهما يتوق إلى التسلوي التام وآخر يعمل بمبدئ الليبرالية العدلية أن الثاني صحيح يبدؤ بمستوى معيشي أدنى للأفقر والأقل حظا لكن نظرا للنمو بسبب الاستثمارات التي يحققها رأس المال فإنه بعد فترة يصير الأفقر والأقل حظا في مجتمع ليبرالي عدلي على مستوى معيشي أفضل من نظيره في المجتمع المتساوي.
هناك العديد من الإإنتقادات لهذه النظرية حيث يورد البعض أنه في الاقتصاديات التي تحولت إلى صناعة المعرفة فإن تكتل رأس المال يمثل عرقلة للنمو وبذلك يؤثر سلبيا على وضع المجتمع وخاصة الأقل حظا فيه. كما أن بعض الانتقادات الأخرى تذهب غلى انتقاد النماذج الرياضياتية والمسلمات القائمة عليه والتشكيك في صحتها.